# West Ham

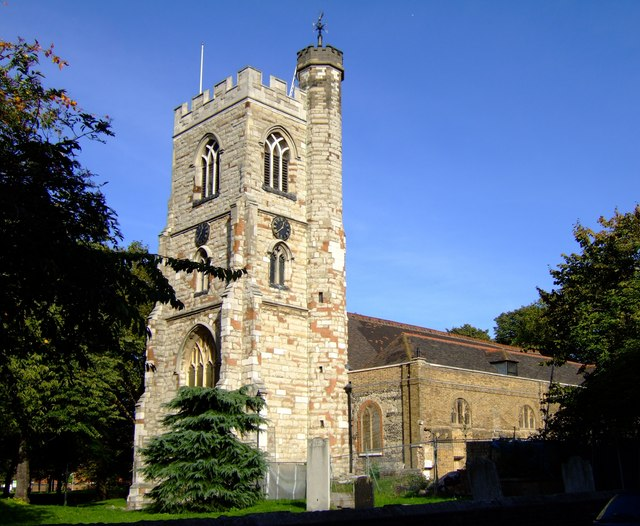
West Ham kyrka

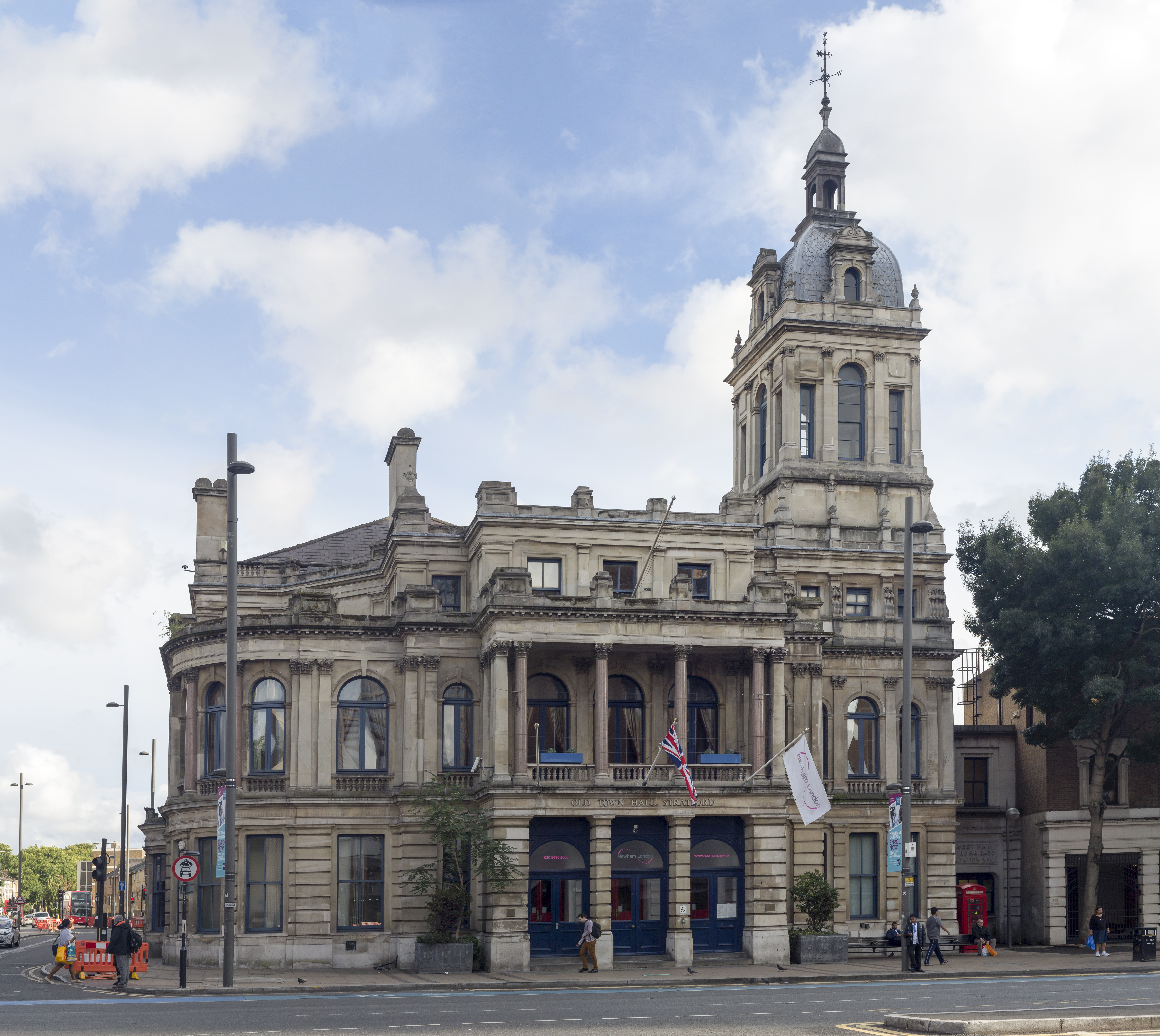
West Hams gamla stadshus

West Ham är en stadsdel (district) i östra London. Det utgör den västra delen av kommunen London Borough of Newham. Fotbollslaget West Ham United kommer ifrån stadsdelen. I orten finns en stor järnvägs- och tunnelbanestation för Hammersmith & City line, District line, Jubilee line samt järnvägslinjer på National Rail och Docklands Light Railway med namnet West Ham. Stationen invigdes 1901 och är en stor knutpunkt

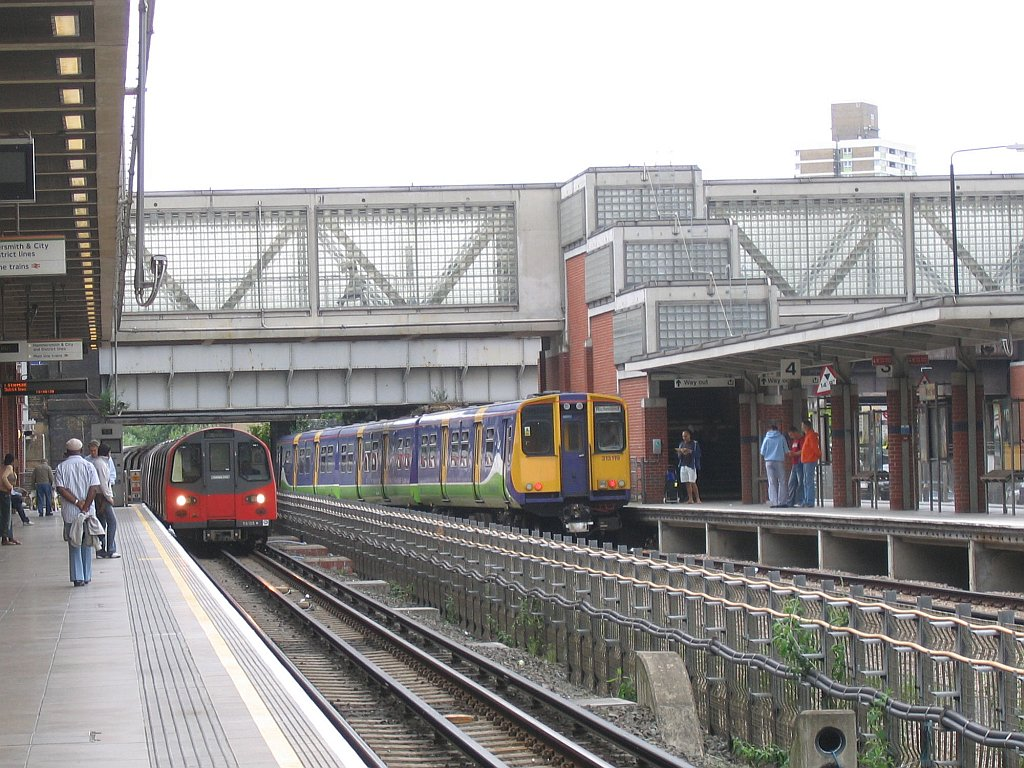
Tunnelbanans Jubilee line till vänster och järnvägståg till höger
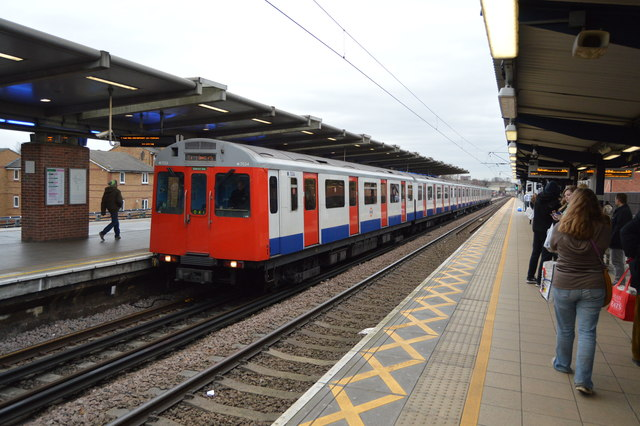
Tunnelbanans District line
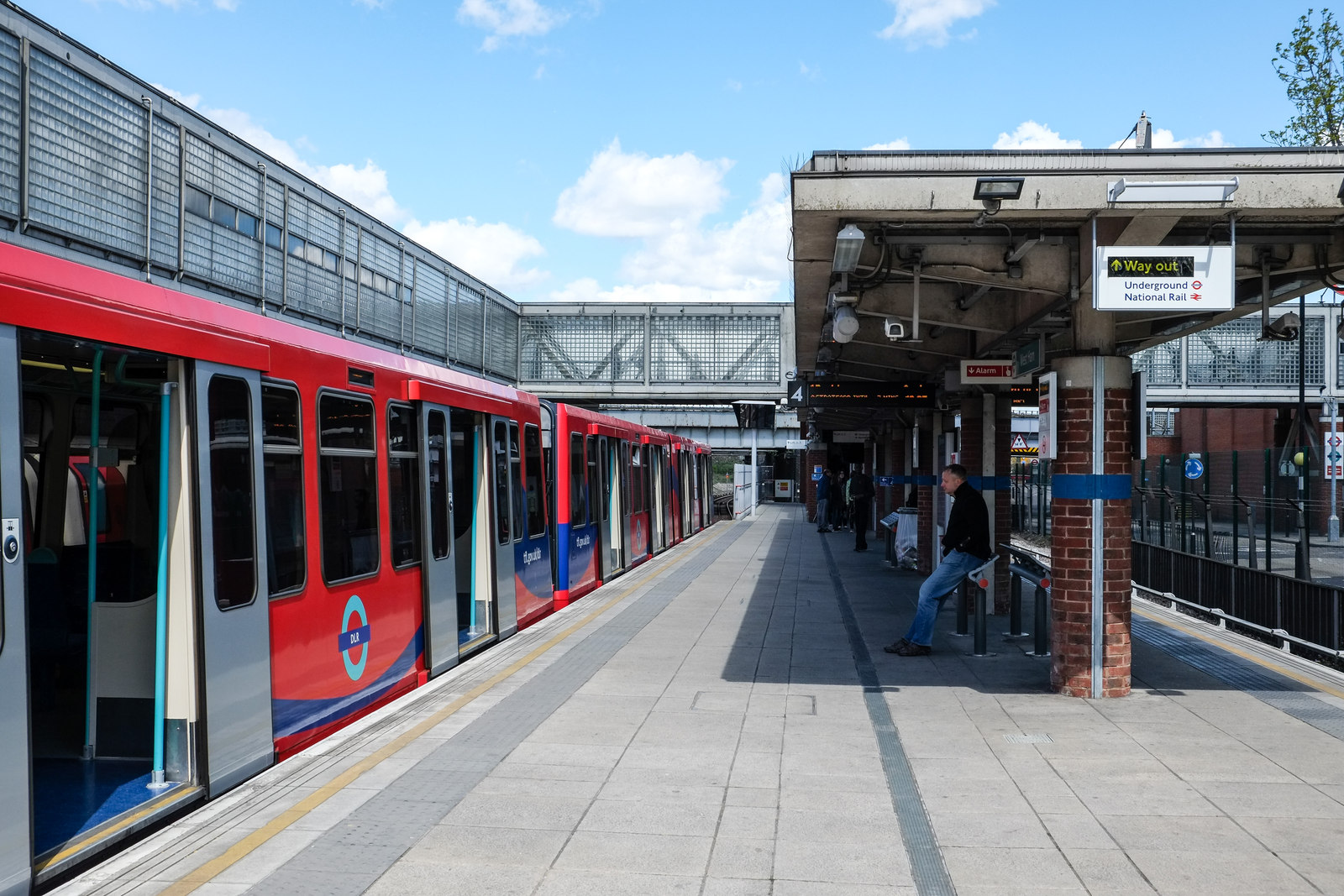
Docklands Light Railway